# APBB2
APBB2‏ (Amyloid beta precursor protein binding family B member 2) هوَ بروتين يُشَفر بواسطة جين APBB2 في الإنسان.